# Vittorio Parisi (politico)
Vittorio Parisi (Milano, 5 luglio 1936) è un politico e zoologo italiano.

## Biografia
Docente universitario di zoologia presso l'Università di Parma. A fine anni '80 è stato consigliere provinciale a Parma. Viene poi eletto al Senato con Rifondazione Comunista alle elezioni politiche 1992 nella circoscrizione Emilia-Romagna, rimanendo in carica fino al 1994. Nello stesso anno sempre con il PRC viene eletto consigliere comunale a Parma, ruolo che ricopre fino al 1996.
Nel 2017 vince il premio internazionale di Ecologia umana.